# غويلرمو سوتو
غويلرمو سوتو (بالإسبانية: Guillermo Soto)‏ هو لاعب كرة قدم تشيلي، ولد في 10 يناير 1994 في سانتياغو في تشيلي. لعب مع نادي أونيفرسيداد كاتوليكا.

## وصلات خارجية
- غويلرمو سوتو على موقع قاعدة بيانات كرة القدم.إي يو (الإنجليزية)
- غويلرمو سوتو على موقع ناشيونال فوتبول تيمز (الإنجليزية)
- غويلرمو سوتو على موقع Soccerway.com (الإنجليزية)